# Ромеро, Фабиола
Фабиола Ромеро Рохас (исп. Fabiola Romero Rojas; род. 6 октября 1965) — венесуэльская актриса, кинопродюсер и ведущая радио- и телепрограмм.

## Биография
Фабиола Ромеро родилась в Каракасе. В течение 14 лет своей актёрской карьеры сыграла в нескольких теленовеллах и полнометражных кинофильмах. Как телевизионная актриса работала на телеканалах «Venezolana de Television» и «Venevision». В начале 90-х годов работала руководителем пресс-службы Системы Детских Театров Венесуэлы. С 1996 года живёт в США (Майами) где ведёт программы религиозной направленности на радио. На ТВ выступает как продюсер и ведущая теленовостей. Последние 5 лет также занимается продюсированием кинофильмов с социальной проблематикой. Есть дочь.

## Фильмография
- «Hidden Rage» (2011) — продюсер

- «Mundo de fieras» (1991) — актриса (Юя, служанка в доме Паласиос)

- «La Revancha» (1989) — актриса (Виолета)

- «Con el corazon en la mano» (1988) — актриса

- «Viernes negro» (1986) — актриса